# Follow the Leader
Follow the Leader (englisch für „Folge dem Anführer“) ist das dritte Studioalbum der US-amerikanischen Nu-Metal-Band Korn. Es erschien am 17. August 1998, avancierte zum Nummer-eins-Erfolg und weltweiten Millionenseller.

## Entstehung
Das zweite Album Life Is Peachy war seinerzeit überhastet nachgeschoben worden, was im Nachhinein als Fehler angesehen wurde, den man mit dem dritten Werk nicht wiederholen wollte. Die Vorbereitung dauerte aus diesem Grund mehrere arbeitsintensive Monate. Nachdem Korn-Gitarrist James Shaffer im Sommer 1997 eine Meningitis überstanden hatte, wodurch die Band unter anderem ihren Headliner-Auftritt beim Lollapalooza-Festival nicht spielen konnte, ging sie im Frühjahr 1998 erneut ins Studio, um Follow the Leader einzuspielen. Der Aufnahmeprozess wurde in einer Sendung namens KornTV dokumentiert. Jonathan Davis gab später zu, an Panikattacken gelitten zu haben, die er mit einer Flasche Whiskey pro Tag zu dämpfen versuchte, nur um festzustellen, dass der Alkohol den Panikzustand eher begünstigte. Obwohl die Gruppe mit Ross Robinsons Arbeit zufrieden gewesen war, entschied sie sich für ein neues Produzententeam, das die Platte nach Kritikermeinung etwas fokussierter produzierte als das Vorgängeralbum, wenngleich sich am Gesamtklang der Band nur wenig änderte. Ausgenommen sind die verstärkten Hip-Hop-Elemente wie bei Children of the Korn, wo Ice Cube, auf Life Is Peachy noch gecovert, nun selbst mitwirkte. Fred Durst von Limp Bizkit steuerte bei All in the Family, zugleich die erste Single, einen Gastbeitrag bei. Der Albumtitel verhöhnt diejenigen Bands, die nach Korns Meinung ihren erfolgreichen Stil nachgeäfft haben, vor allem Sepultura und Coal Chamber.
Mit der Family Values Tour wurde das Album beworben. 

## Stil
Das Branchenmagazin MusikWoche schrieb, Korn kombiniere „erneut brachiale Industrial-Rhythmen mit schneidenden Gitarren- und Bass-Sounds sowie ruhigen und entspannten Passagen.“ Darüber hinaus gebe es „packende Grooves“. Die Texte seien düster. Im Metal Hammer war von „schrecklich morbiden Texte[n]“ die Rede, die aber auf persönlichen Erlebnissen basierten. Das Lied Pretty handelt von einem einjährigen Baby, dessen Vater ihm die Beine brach, um es vergewaltigen zu können. Mit derartigen Fällen war Davis in seiner Zeit als Pathologie-Assistent, sprich Leichenbeschauer in der Gerichtsmedizin, konfrontiert. Justin bezieht sich auf einen unheilbar an Krebs erkrankten 14jähren Jungen, der sich ein Treffen mit Korn gewünscht (und bekommen) hatte.

## Artwork
Die comicartige Covergestaltung wurde von Greg Capullo und Todd McFarlane entworfen, die auch Ten Thousand Fists von Disturbed gestalteten. Sie zeigt ein Mädchen, das auf einem Felsvorsprung über einen Hickelkasten hüpft und ganz an dessen Ende angekommen ist, hinter ihm folgen andere Kinder.

## Titelliste
Das Album beginnt mit zwölf fünfsekündigen Leerstücken, sodass das erste Musikstück die Titelnummer 13 trägt. Aus den Leertiteln ergibt sich eine Schweigeminute, die aus Respekt an einen verstorbenen Fan hinzugefügt wurde.
1. Untitled 01 – 0:05
2. Untitled 02 – 0:05
3. Untitled 03 – 0:05
4. Untitled 04 – 0:05
5. Untitled 05 – 0:05
6. Untitled 06 – 0:05
7. Untitled 07 – 0:05
8. Untitled 08 – 0:05
9. Untitled 09 – 0:05
10. Untitled 10 – 0:05
11. Untitled 11 – 0:05
12. Untitled 12 – 0:05
13. It’s On! – 4:28
14. Freak on a Leash – 4:15
15. Got the Life – 3:45
16. Dead Bodies Everywhere – 4:44
17. Children of the KoЯn – 3:52 (feat. Ice Cube)
18. B.B.K. – 3:56
19. Pretty – 4:12
20. All in the Family – 4:48 (feat. Fred Durst)
21. Reclaim My Place – 4:32
22. Justin – 4:17
23. Seed – 5:54
24. Cameltosis – 4:38 (feat. Tre Hardson)
25. My Gift to You – 7:16
26. Earache My Eye – 4:46

## Rezeption

### Rezensionen
War Korn in der deutschen Musikpresse bislang etwas skeptischer als anderswo behandelt worden, zeigte sich jetzt etwa im Rock Hard eine leichte Änderung. Michael Rensen bezeichnete den Gesang bisweilen als „arg nervig“ und kritisierte die manchmal „zerfahrenen“ Songstrukturen, doch nannte er die Platte „viiiiel besser“ als Korns Ruf. Die meisten Songs erwiesen sich „spätestens nach zwei, drei Durchläufen als absolut nachvollziehbar, transportieren eine Menge Emotionen und haben viele schräg-schöne Sound-Experimente am Start, die ein hohes Maß an Abwechslung garantieren“. Allerdings hatte sich Rensen mit seiner Beurteilung, die Platte enthalte keinen einzigen Hit, massiv getäuscht. Die Wertung lag bei 6,5 von zehn Punkten.
Für den Melody Maker stand sofort fest, dass ein „wunderbares Meisterwerk“ vorlag. Stephen Thomas Erlewine von Allmusic stellte erneut Korns Sound als entscheidend für die Band heraus. Die Platte sei allerdings nicht so „frisch“ wie das Debüt der Band. Er vergab vier von fünf Sternen.

### Bestenlisten
Das Album wurde auch in Robert Dimerys Referenzbuch 1001 Albums You Must Hear Before You Die aufgeführt.

### Preise
Das Stück Freak on a Leash war für neun MTV Video Music Awards nominiert.

## Kommerzieller Erfolg

### Chartplatzierungen
Follow the Leader avancierte zum Nummer-eins-Album in Australien, Neuseeland und den US-amerikanischen Billboard 200.
| ChartsChartplatzierungen       | Höchstplatzierung | Wochen |
| ------------------------------ | ----------------- | ------ |
| Deutschland (GfK)              | 12 (20 Wo.)       | 20     |
| Österreich (Ö3)                | 7 (7 Wo.)         | 7      |
| Vereinigte Staaten (Billboard) | 1 (89 Wo.)        | 89     |
| Vereinigtes Königreich (OCC)   | 5 (5 Wo.)         | 5      |

### Auszeichnungen für Musikverkäufe
Das Album verkaufte sich laut Quellen weltweit über 14 Millionen Mal, davon sind 5,9 Millionen Einheiten mit Schallplattenauszeichnungen belegt.
| Land/Region                  | Auszeichnungen für Musikverkäufe (Land/Region, Auszeichnung, Verkäufe) | Verkäufe  |
| ---------------------------- | ---------------------------------------------------------------------- | --------- |
| Australien (ARIA)            | 3× Platin                                                              | 210.000   |
| Frankreich (SNEP)            | Gold                                                                   | 100.000   |
| Kanada (MC)                  | 3× Platin                                                              | 300.000   |
| Mexiko (AMPROFON)            | Platin                                                                 | 150.000   |
| Neuseeland (RMNZ)            | Platin                                                                 | 15.000    |
| Niederlande (NVPI)           | Gold                                                                   | 50.000    |
| Vereinigte Staaten (RIAA)    | 5× Platin                                                              | 5.000.000 |
| Vereinigtes Königreich (BPI) | Gold                                                                   | 100.000   |
| Insgesamt                    | 3× Gold · 13× Platin ·                                                 | 5.925.000 |